# Wodzin-Okupniki
Wodzin-Okupniki – wieś w Polsce położona w województwie łódzkim, w powiecie łódzkim wschodnim, w gminie Tuszyn.
W latach 1975–1998 miejscowość administracyjnie należała do ówczesnego województwa łódzkiego.
Zobacz też: Wodzin Prywatny, Wodzinek, Wodzin Majoracki